# 畠山明子
畠山 明子（はたけやま あきこ、1966年5月19日 - ）は、神奈川県出身の日本の女優。1984年TBSのドラマ『輝きたいの』のレギュラーオーディションに合格し、同ドラマでデビュー。
身長172cm。体重66kg。血液型B型。特技は総合御身術、陸上、長刀。

## 出演

### テレビドラマ
- 輝きたいの（1984年、TBS）
- ふぞろいの林檎たち（TBS） - 大里華江 役
  - II（1985年）
  - III（1991年）
- 白鳥麗子でございます!（1993年、フジテレビ） - のりまき 役
- 課長・島耕作（1994年、フジテレビ） - 桜井弘美 役
- おかみ三代女の戦い（1995年、TBS） - 竹内利恵 役
- 世にも奇妙な物語（フジテレビ）
  - 世にも奇妙な物語 秋の特別編 (1996年)「公園デビュー」（1996年）
  - 世にも奇妙な物語 秋の特別編 (1997年)「無実の男」（1997年）
- 踊る大捜査線シリーズ（フジテレビ） - 岸本 役
  - 踊る大捜査線 第1話・第6話（1997年）
  - 湾岸署婦警物語 初夏の交通安全スペシャル（1998年）
- 番茶も出花（1997年、TBS）
- 成田離婚（1997年、フジテレビ）
- 身辺警護1 - 10（1998年 - 2002年、日本テレビ） - 松井弓子 役
- こいまち（1999年、フジテレビ）
- 古畑任三郎（1999年、フジテレビ） - 村瀬リカ 役
- 怪談百物語「番町皿屋敷」（2002年、フジテレビ）
- 笑顔の法則（2003年、TBS）
- ケータイ刑事 銭形舞（2003年、BS-i）
- ライオン先生（2003年、日本テレビ）
- 自治会長・糸井緋芽子社宅の事件簿7（2006年、TBS）
- 誰よりもママを愛す（2006年、TBS）
- Ns'あおいSP（2006年、フジテレビ）
- 役者魂!（2006年、フジテレビ）
- 結婚披露宴〜人生最悪の3時間〜（2007年、フジテレビ）
- LIAR GAME（2007年、フジテレビ）
- 七人の女弁護士（2008年、テレビ朝日）
- 四十九日のレシピ（2011年、NHK） - ヘルパー 役
- 七人の敵がいる（2012年、東海テレビ） - 玉野遥 役
- クロサギ（2022年、TBS） - 谷口美津子 役
- 離婚しない男-サレ夫と悪嫁の騙し愛-（2024年、テレビ朝日） - 弁護士 役
- 相棒 season23（2024年） - 池上しず子 役

#### その他
- マジカル頭脳パワー!! / マジカルミステリー劇場 第44話「演歌を聴く女」（1992年、NTV） - 伊集院順子 役

### 映画
- 片栗家の幸福
- ワイルド・フラワーズ
- 白鳥麗子でございます!（1995年） - 看護婦・道代 役
- スーパーの女（1996年)
- GTO（1999年）
- 踊る大捜査線 THE MOVIE 2 レインボーブリッジを封鎖せよ!（2003年） - 岸本 役
- NIN×NIN 忍者ハットリくん THE MOVIE（2004年）
- 嫌われ松子の一生（2006年）
- それでもボクはやってない（2007年）
- ゼロの焦点（2009年）

### 舞台
- ペール・ギュント
- 田中知禾男・澄江　記念公演-手児奈と恋と
- 常陸坊海尊

### CM
- カルビー　かっぱえびせん 青じそ ノンストップ家族
- キッコーマン　うまさひとしお
- 日本テレコム ODN